# 135-я стрелковая дивизия (1-го формирования)
135-я стрелковая дивизия — воинское соединение СССР в Великой Отечественной войне

## История
Сформирована в 1939 году на базе 25-й стрелковой дивизии в Прилуках в Киевском Особом военном округе.
Принимала участие в Польской кампании в сентябре — октябре 1939 года в составе 36-го стрелкового корпуса Украинского фронта.
В действующей армии c 22.06.1941 года по 27.12.1941 года.
На 22.06.1941 года дислоцировалась в Дубно, Остроге, Изяславе и с вечера 22.06.1941 года выдвигалась в район Локачи, Свинюхи. На пути попала под авиаудар. 24.06.1941 года получила приказ наступать на Владимир-Волынский и в 14:00 начала наступление на группировку войск противника из района Александровка — 3-км восточнее Войницы — Крухеничи — Локачи. В 17:00 противник ввёл танки и дивизия была вынуждена отступить на рубеж: Станиславовка, Ульянки, Одероды — в 12—16 км западнее Луцка. 25.06.1941 года дивизия, понёсшая большие потери, отошла на правый берег реки Стырь, где была вновь задействована в контрударе. 26.06.1941 года начала беспорядочное быстрое отступление по направлению к Ровно. К началу июля в дивизии оставалось 1276 бойцов и командиров, 38 орудий и 10 станковых пулемётов. На 10.07.1941 года дивизия активно обороняла рубеж Ягоденка, Турчинка, прикрывая коростенское направление, и к 15.07.1941 года овладела районом Фасовой (35 км севернее Житомира).
К 22.07.1941 года в дивизии оставалось около 500 человек, она прикрывала перегруппировку войск 5-й армии от удара с юга, была вынуждена отойти на левый берег реки Ирши, где была пополнена двумя маршевыми батальонами. К 04.08.1941 года дивизия продолжала оборонять вверенный участок, но к 8—10 августа была отведена в тыл Коростенского укрепрайона. Её арьергард был окружён. Дивизия держала оборону на вверенном участке до 20.08.1941 года, имея в составе на 14.08.1941 года 600 человек, 17.08.1941 года была пополнена одним маршевым батальоном.
На 23.08.1941 года был запланирован отход дивизии со станции погрузки Радча — по железной дороге в район Ядуты, Аленовка, Бороны (75 км восточней Чернигова). Дивизия заняла позиции на широком фронте по рекам Сейм и Десна. В начале сентября дивизия была направлена на ликвидацию плацдарма у Вибли. 06.09.1941 года была вынуждена вступить в бой у местечка Салтыкова Девица с авангардами 131-й, 293-й и 112-й пехотных дивизий, понесла потери и была вынуждена отступить на юг, на рубеж Орловка, Смолянка, Олешевка. На 09.09.1941 года имела в своём составе 200—250 человек.
До 18.09.1941 года вела бои в окружении, уничтожена в Киевском котле. Небольшие остатки вышли из окружения. Управление дивизии в г. Воронеже во главе с комдивом было направлено на восстановление 45-й стрелковой дивизии.
Любопытно, но остаётся фактом следующее: в начале июля 1941 года в армии фактически были два формирования дивизии. После боёв июня 1941 года в районе Владимир-Волынский, некоторые части дивизии вышли из боя и были направлены на пополнение в Шепетовку, где была сформирована опять же 135-я стрелковая дивизия и в связи с предполагаемой гибелью генерал-майора Смехотворова Ф. Н., её командиром был назначен подполковник Дубровский. Дивизия была переброшена километров 20 западнее станции Полонное для занятия обороны, затем переброшена на восточный берег реки Случь, в район города Барановка.
Но в это же самое время, в начале июля генерал-майор Смехотворов Ф. Н. в местечке восточнее Коростеня собирал отступающие части дивизии и других соединений, формируя ту же 135-ю дивизию.
Как впоследствии выяснилось, сведения о гибели генерал-майора Смехотворова были ложными. На самом деле генерал-майор Смехотворов совместно с начальником штаба дивизии подполковником Михайловым в местечке восточнее гор. Коростеня собирали вышедшие из боя части и формировали из них дивизию, причем личного состава и вооружения в этих частях было больше, чем во вновь сформированной 135-й стрелковой дивизии под командованием подполковника Дубровского.
19 сентября 1941 года подполковник Михайлов Д. В. вступил в командование 361-й стрелковой дивизии.
К 07.07.1941 года части 135-й стрелковой дивизии подполковника Дубровского оказались в полукольце и получили приказ на отход от генерал-майора Смехотворова Ф. Н., однако подполковник Дубровский отказался выполнить приказ, так же, как и повторный. К 10.07.1941 года части дивизии подполковника Дубровского оказались в полном окружении, Дубровский приказал разделить дивизию на три части и выходить из окружения, сам уехал в неизвестном направлении. Бойцы и командиры дивизии, уничтожив автомобили, тяжёлое вооружение, раздав повозки с лошадьми по деревням начали выход из окружения, однако прорваться смогли лишь отдельные воины. Так история формирования-дубля закончилась.

## Подчинение
| Дата       | Фронт              | Армия      | Корпус                 |
| ---------- | ------------------ | ---------- | ---------------------- |
| 22.06.1941 | Юго-Западный фронт | 5-я армия  | 27-й стрелковый корпус |
| 01.07.1941 | Юго-Западный фронт | 5-я армия  | 27-й стрелковый корпус |
| 10.07.1941 | Юго-Западный фронт | 5-я армия  | -                      |
| 01.09.1941 | Юго-Западный фронт | 40-я армия | -                      |
| 01.10.1941 | Юго-Западный фронт | 40-я армия | -                      |
| 01.11.1941 | Юго-Западный фронт | 40-я армия | -                      |

## Состав
- 396-й стрелковый полк
- 497-й стрелковый полк
- 791-й стрелковый полк
- 276-й артиллерийский полк
- 184-й гаубичный артиллерийский полк
- 173-й отдельный истребительно-противотанковый дивизион
- 170-й отдельный зенитный артиллерийский дивизион
- 120-й разведывательный батальон
- 157-й отдельный сапёрный батальон
- 168-й отдельный батальон связи
- 138-й медико-санитарный батальон
- 135-й взвод дегазации
- 119-й автотранспортный батальон
- 115-я полевая хлебопекарня
- 178-я полевая почтовая станция
- 347-я полевая касса Госбанка

## Численный состав
- на 22.06.1941 года — 9232 человек, 6682 винтовок, 422 пистолета-пулемёта, 542 ручных пулемёта, 161 станковый пулемёт, 61 45-мм орудие, 36 76-мм орудий, 28 122-мм гаубиц, 13 152-мм гаубиц, 141 миномёт, 194 автомашины, 17 тракторов, 2078 лошадей.

## Командный состав
- Смехотворов, Фёдор Никандрович (13.06.1940 — 27.12.1941), генерал-майор — командир дивизии.
- Берлин, Леонид Борисович (8.08.1940 — 11.1940) — начальник штаба дивизии.